# 荷青花
荷青花（学名：Hylomecon japonica）为罂粟科荷青花属下的一个种。